# Chrysopa feana
Chrysopa feana is een insect uit de familie van de gaasvliegen (Chrysopidae), die tot de orde netvleugeligen (Neuroptera) behoort. 
Chrysopa feana is voor het eerst wetenschappelijk beschreven door Navás in 1929.